# 1470 w polityce
Wydarzenia polityczne w 1470 roku.

## Wydarzenia
- 12 marca - wojna Dwóch Róż: król Edward IV rozbija oddziały inspirowanych przez Richarda Neville’a, hr. Warwick buntowników z Lincolnshire w bitwie pod Empington. Przywódca buntu Sir Robert Welles zostaje ścięty, a Neville ucieka do Francji[1].
- lato - wojna Dwóch Róż: z inspiracji Jaspera Tudora dochodzi do ugody w Angers pomiędzy Lancasterami a Richardem Neville’em, hr. Warwick[2]
- 13 września - wojna Dwóch Róż: siły inwazyjne Lancasterów wspieranych przez Francję lądują na południowo-zachodnim wybrzeżu Anglii i ruszają na Londyn[2].
- 2 października - król Anglii Edward IV i jego brat Ryszard, książę Gloucester zagrożeni powszechnym buntem i inwazją Lancasterów uciekają do Flandrii[3].
- 3 października - wojna Dwóch Róż: "przywrócenie Henryka VI" ("Readeption of Henry VI"): uwolniony z Tower chory umysłowo król Henryk VI zostaje przywrócony na tron, a rządy w Królestwie Anglii obejmuje Richard Neville, hr. Warwick[3].
- 14 października - król Francji Ludwik XI ogłasza sojusz z Lancasterami[3].
- listopad - parlament angielski ogłasza Edwarda Westminsterskiego następcą tronu Anglii, pomijając księcia Clarence[3].
- 28 listopada - w Paryżu Francja i Anglia podpisują sojusz przeciwko Burgundii[3].
- 3 grudnia - Francja wypowiada wojnę Burgundii[3].
- 10 grudnia - wojna francusko-burgundzka: Francuzi zdobywają St. Quentin[3].

## Zmarli
- Karol VIII Knutsson Bonde, trzykrotny król Szwecji w latach 1448–1457, 1464–1465 i 1467–1470[4].